# Gisy-les-Nobles
Gisy-les-Nobles est une commune française située dans le département de l'Yonne en région Bourgogne-Franche-Comté.

## Géographie
Le village est installé au débouché de la vallée de l'Oreuse avec celle de l'Yonne. Plutôt que de gagner au plus droit l'Yonne, l'Oreuse oblique dans la plaine vers le Nord pour offrir ses eaux en aval de Michery.

### Climat
Pour des articles plus généraux, voir Climat de la Bourgogne-Franche-Comté et Climat de l'Yonne.
En 2010, le climat de la commune est de type climat océanique dégradé des plaines du Centre et du Nord, selon une étude du Centre national de la recherche scientifique s'appuyant sur une série de données couvrant la période 1971-2000. En 2020, Météo-France publie une typologie des climats de la France métropolitaine dans laquelle la commune est exposée à un climat océanique altéré et est dans la région climatique  Nord-est du bassin Parisien, caractérisée par un ensoleillement médiocre, une pluviométrie moyenne régulièrement répartie au cours de l’année et un hiver froid (3 °C). 
Pour la période 1971-2000, la température annuelle moyenne est de 10,8 °C, avec une amplitude thermique annuelle de 15,7 °C. Le cumul annuel moyen de précipitations est de 669 mm, avec 11,1 jours de précipitations en janvier et 7,3 jours en juillet. Pour la période 1991-2020, la température moyenne annuelle observée sur la station météorologique de Météo-France la plus proche, « Sens », sur la commune de Sens à 10 km à vol d'oiseau, est de 11,9 °C et le cumul annuel moyen de précipitations est de 644,7 mm. 
La température maximale relevée sur cette station est de 42,4 °C, atteinte le 25 juillet 2019 ; la température minimale est de −22,6 °C, atteinte le 14 février 1956,,. 
Les paramètres climatiques de la commune ont été estimés pour le milieu du siècle (2041-2070) selon différents scénarios d'émission de gaz à effet de serre à partir des nouvelles projections climatiques de référence DRIAS-2020. Ils sont consultables sur un site dédié publié par Météo-France en novembre 2022.

## Urbanisme

### Typologie
Au 1er janvier 2024, Gisy-les-Nobles est catégorisée commune rurale à habitat dispersé, selon la nouvelle grille communale de densité à sept niveaux définie par l'Insee en 2022.
Elle est située hors unité urbaine. Par ailleurs la commune fait partie de l'aire d'attraction de Sens, dont elle est une commune de la couronne,. Cette aire, qui regroupe 65 communes, est catégorisée dans les aires de 50 000 à moins de 200 000 habitants,.

### Occupation des sols
L'occupation des sols de la commune, telle qu'elle ressort de la base de données européenne d’occupation biophysique des sols Corine Land Cover (CLC), est marquée par l'importance des territoires agricoles (61,6 % en 2018), en diminution par rapport à 1990 (67,7 %). La répartition détaillée en 2018 est la suivante : 
terres arables (61,4 %), forêts (20,5 %), zones industrielles ou commerciales et réseaux de communication (6,1 %), zones urbanisées (4 %), eaux continentales (4 %), milieux à végétation arbustive et/ou herbacée (3,8 %), zones agricoles hétérogènes (0,2 %). L'évolution de l’occupation des sols de la commune et de ses infrastructures peut être observée sur les différentes représentations cartographiques du territoire : la carte de Cassini (XVIIIe siècle), la carte d'état-major (1820-1866) et les cartes ou photos aériennes de l'IGN pour la période actuelle (1950 à aujourd'hui).

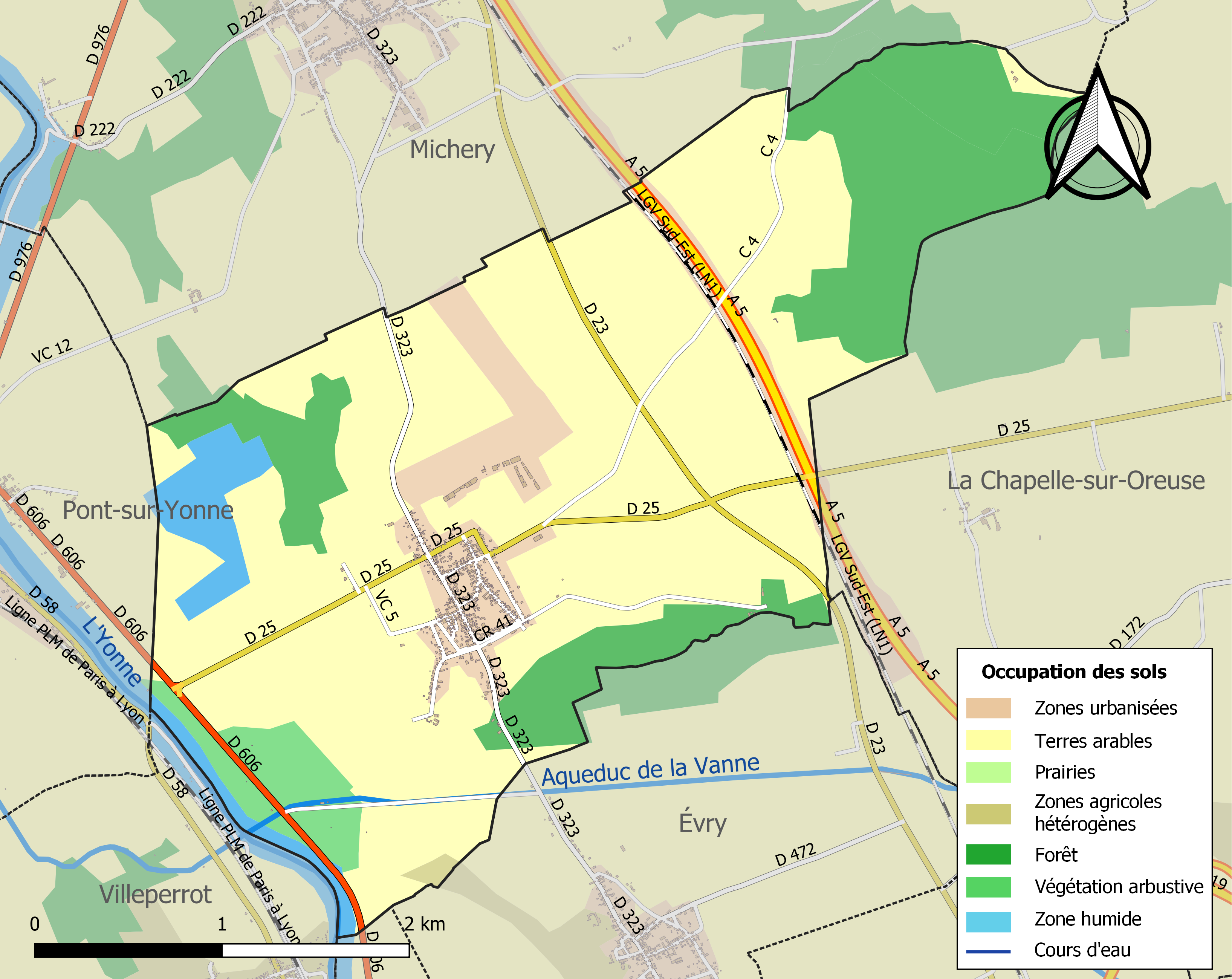
Carte des infrastructures et de l'occupation des sols de la commune en 2018 (CLC).

## Histoire
L'église paroissiale primitive se trouve aventurée dans la plaine de l'Yonne. Pourtant, dès le XVe siècle, le noyau de peuplement l'a déjà abandonnée pour s'en retirer de plus de 300 mètres (rue Sainte-Marie).
La paroisse ne porte longtemps que le nom originel de Gisy. L'adjonction « les-Nobles » est relativement tardive. Rien à ce jour ne l'explique.
L'aisance du village autorise sa fortification sous François Ier. Des fossés sont creusés pour défendre les murailles. Ils subsistent de nos jours, fréquemment en eau, ce qui est une rareté pour ce genre de réalisation. La base d'une tour d'angle subsiste au Nord-Ouest.
Une seigneurie apparaît tardivement. Au XVIe siècle, elle est la propriété d'une famille d'avocats parisiens : les Montery.
Des fiefs secondaires et des moulins caractérisent le finage aux XVIe et XVIIe siècles. À la fin du XVIIe siècle, une nouvelle église paroissiale est construite à l'intérieur des fortifications. Dès lors, l'ancienne église, située à l'écart, est partiellement maintenue, et conserve le cimetière paroissial.

## Politique et administration
| Période                                  | Période | Identité | Étiquette | Qualité |
| ---------------------------------------- | ------- | -------- | --------- | ------- |
| mars 2001                                |         |          |           |         |
| Les données manquantes sont à compléter. |         |          |           |         |

## Démographie
L'évolution du nombre d'habitants est connue à travers les recensements de la population effectués dans la commune depuis 1793. Pour les communes de moins de 10 000 habitants, une enquête de recensement portant sur toute la population est réalisée tous les cinq ans, les populations de référence des années intermédiaires étant quant à elles estimées par interpolation ou extrapolation. Pour la commune, le premier recensement exhaustif entrant dans le cadre du nouveau dispositif a été réalisé en 2008.

En 2022, la commune comptait 556 habitants, en évolution de −2,46 % par rapport à 2016 (Yonne : −1,95 %, France hors Mayotte : +2,11 %).
| 1793 | 1800 | 1806 | 1821 | 1831 | 1836 | 1841 | 1846 | 1851 |
| ---- | ---- | ---- | ---- | ---- | ---- | ---- | ---- | ---- |
| 542  | 540  | 495  | 529  | 542  | 571  | 630  | 643  | 661  |

| 1856 | 1861 | 1866 | 1872 | 1876 | 1881 | 1886 | 1891 | 1896 |
| ---- | ---- | ---- | ---- | ---- | ---- | ---- | ---- | ---- |
| 586  | 588  | 581  | 623  | 577  | 544  | 515  | 553  | 523  |

| 1901 | 1906 | 1911 | 1921 | 1926 | 1931 | 1936 | 1946 | 1954 |
| ---- | ---- | ---- | ---- | ---- | ---- | ---- | ---- | ---- |
| 489  | 500  | 443  | 393  | 367  | 358  | 379  | 363  | 353  |

| 1962 | 1968 | 1975 | 1982 | 1990 | 1999 | 2006 | 2008 | 2013 |
| ---- | ---- | ---- | ---- | ---- | ---- | ---- | ---- | ---- |
| 338  | 299  | 324  | 348  | 386  | 498  | 585  | 610  | 576  |

| 2018 | 2022 | - | - | - | - | - | - | - |
| ---- | ---- | - | - | - | - | - | - | - |
| 580  | 556  | - | - | - | - | - | - | - |

## Lieux et monuments

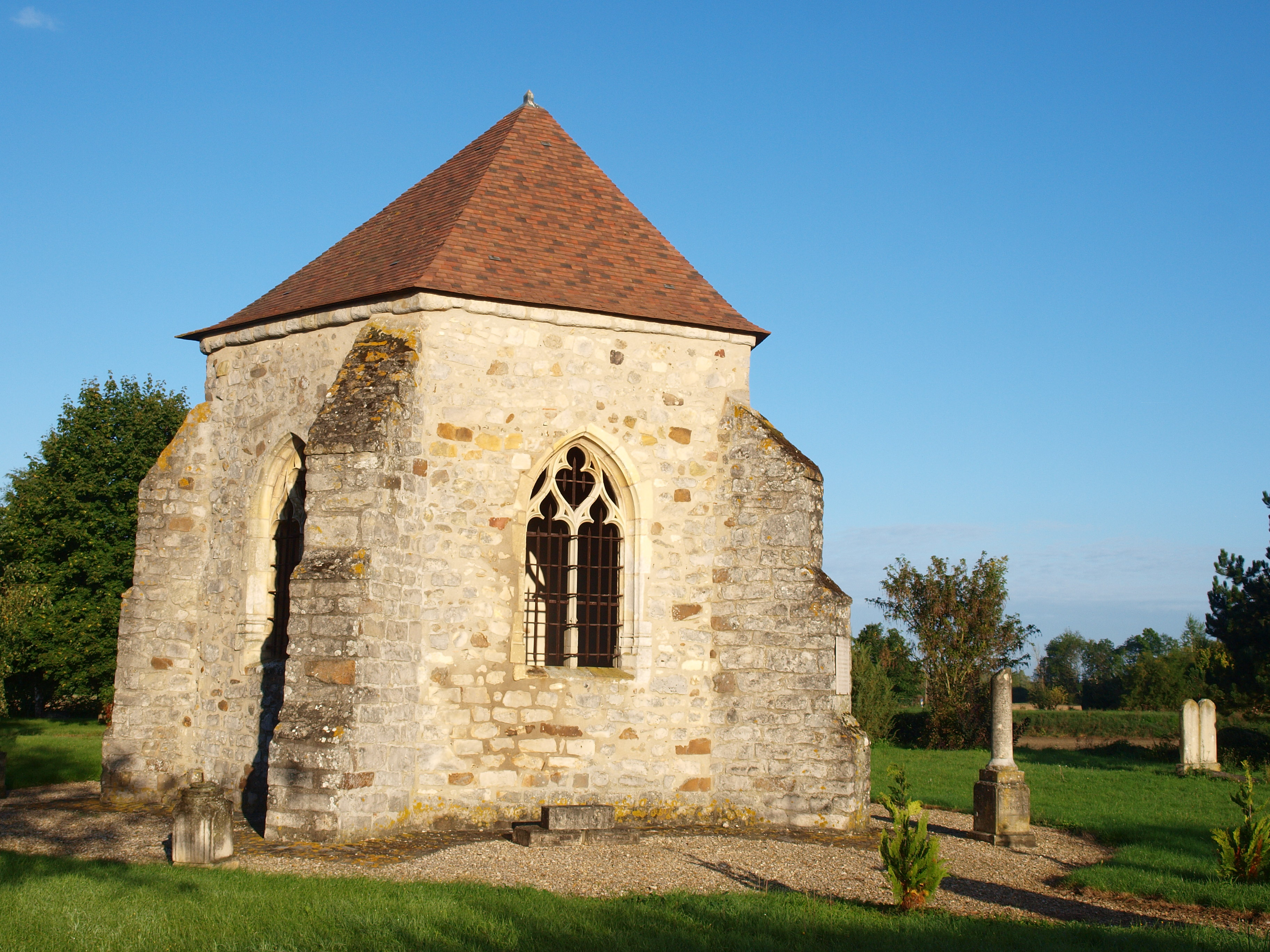
Chapelle du XIVe siècle avec son cimetière de Gisy-les-Nobles, classés aux Monuments historiques.

- Émetteur de Sens - Gisy les Nobles : pylône d'émission radio et TV d'une hauteur de 200 mètres
- Vieille chapelle du XIVe siècle
- Aérodrome de Pont-sur-Yonne
- Église

## Pour approfondir